# ダンスホールレゲエ
ダンスホール・レゲエ（Dancehall Reggae, または略してダンスホール Dancehall）は、1970年代後半に、ジャマイカのサウンドシステム文化の中で生まれたレゲエ音楽のひとつ。 
1980年代から90年代にかけてイエローマン、シャバ・ランクス、ショーン・ポール、ブジュ・バントン、ビーニー・マン、バウンティ・キラー、タイガー、シャインヘッド、スーパーキャットなどのDJやシンガーの活躍によって人気を拡大していった。
ダンスホールは、転調や展開のほとんどないリディムに即興で言葉を乗せて歌ったりトースティングしたりするDJが代表的スタイルだが、一方同様のリディムでシンガーが歌を歌ったものもダンスホールと呼ぶ。ダンスホールのリディムは通常ルーツ・ロック・レゲエよりもはるかに速く、演奏はドラムマシンやサンプラーなどの打ち込みによって制作される。ダンスホールの歌詞は一般的に、スラックネス(下ネタ)など、俗っぽい内容が多く、80年代以降のジャマイカ音楽の主流になっている。

## 歴史

### 1980年代
ダンスホールが流行する以前の70年代に、ビッグ・ユース、Uロイ、IロイらのDJが、トーストで人気となっていた。ジャマイカからアメリカ、ニューヨークへ移住したクール・ハークは、母国のDJ文化を持ち込んだ。これがラップ/ヒップホップのルーツである。1970年代末から1980年代初期のダンスホールは、生楽器の演奏によるヒューマン・トラックが主であり、まだ完全にデジタル化していなかった。チャンネル・ワンレーベルではリヴォリューショナリーズ(スライ&ロビーが在籍していた)が活躍し、無機質なリズムと強靭なループに磨きをかけていた。1980年頃は、ピーター・トッシュのワールドツアーでリヴォリューショナリーズが留守がちになり、代わりにルーツ・ラディックスも起用された。チャンネル・ワンのミキシング技術は驚くべきものがあり、16トラックの最新の録音機材で作られるダブやバージョンは80年代中頃までのダンスホールのシーンをリードした。それにイエローマンなどのDJがトーストし、当時としては画期的な「ワン・ウェイ物」(アルバムすべての曲が同じリディムという形式の作品)を多く出すことによって、リディムそのものを聴衆に認識させていった。1979年にはドラムマシンを用いたデジタルサウンドが既にリリースされていたが、チャンネル・ワンのクオリティとは比べられるものではなかった。
この時代のアーティストは、基本的にレコーディングよりもラバダブ（Rub A Dub）と呼ばれる、サウンドシステムでの即興セッションに活動の重点を置いていた。その中で前述のイエローマンは空前の人気を博し、DJとして初めてメジャー・デビューまで果たした。しかし、特に重要なアーティストはシャバ・ランクスやニコディマス、ブジュ・バントンやバウンティ・キラーらである。彼らのスタイルはそれまでの「喋る」ようなDJスタイルを変えてしまい、多くのDJたちがその影響を受けた。
すでに売れていたシンガーであるグレゴリー・アイザックス、ジョニー・オズボーン、シュガー・マイノットらは、この時代から徐々にダンスホール・レゲエへと移行していった。
キング・ジャミーのプロデュースによる、1985年の大ヒット曲ウェイン・スミスの「アンダ・ミ・スレン・テン」(Under Me Sleng Teng)は、当時のレゲエ界に旋風を巻き起こした。この曲のリディムはカシオトーンを用いて作られた非常にシンプルかつデジタルなもので、「スレン・テン」と名づけられ、キング・ジャミーの人気を大きく上げることとなった。他のプロデューサー達は、すばやく同じリディムを用いたバージョンを、何十人もの違ったDJやシンガーを使ってリリースした。このヒットを境に、キング・ジャミーは、デジタル・サウンドに早い時期から取り組んでいたスティーリー&クリーヴィー(キーボード奏者のワイクリフ・ジョンソンとドラマーのクリーヴランド・ブラウニー)を起用し、ヒット作を連発する。一方で、プロデューサーであるジョージ・パンはスライ&ロビーを率いて「パワー・ハウス」レーベルを立ち上げ、独特のサウンドを確立していた。この時代からしばらく、リディムメーカーとしてのスティーリー&クリーヴィーとスライ&ロビーの時代が続くこととなる。一方、リー・ペリーやキング・タビーといった1970年代から活躍するエンジニア達もこぞってデジタル化した作品をリリース。ダンスホールは、完全に「デジタル化」することになる。これをコンピュータライズド・レヴォリューション（Computerized Revolution）と呼ぶ場合もある。
1970年代後半〜1980年代前半から活躍するアーティストの中には、この波に乗り切れず影をひそめてしまったものもいたが、ニコディマスらはうまく時代に乗って相変わらず高い人気を博していた。この時代には、彼らの影響を受けたスーパーキャットやタイガーらも新たに台頭してきた。
シンガーでは、テナー・ソウやニッティ・グリッティといったアーティストが、わざとキーを外して歌うというアウト・オブ・キー(Out of key)唱法を確立、大きな人気を博した。また、前述のジョニー・オズボーンやリロイ・スマートといったベテランに加え、リトル・ジョンやココ・ティーといった新たなシンガーも出てきたが、彼らはシンガーにもかかわらずDJのような節回しを取り入れる「シングジェイ」(Singjay)唱法を確立した。シュガー・マイノットは私財を投げ打って「ユース・プロモーション」レーベルを立ち上げ、若手の育成に尽力。テナー・ソウやリトル・ジョンらもこのプロモーションからの成功者であった。

### 1990年代
90年代初頭にはシャバ・ランクスとシャインヘッドがアメリカ進出に成功した。
この時代、ダンスホールはデジタル化に拍車がかかり、トラックは完全に打ち込み中心となっていった。1992年ころまではサウンド・システムでのイベントがまだ続けられていたが、警察によるダンスへの介入などが多くなり、屋外ダンスが徐々に減少し、アーティストの出演料が上がってことも原因となり、イベントは衰退していった。
1980年代中盤より活躍していたタイガー、スーパーキャットなどのアーティストは、それまでのスタイルをうまくデジタルサウンドに乗せて高い人気を誇っていた。また、彼らの次の世代に当たるニンジャマン、シャバ・ランクスといった世代のDJ達は、ラバダブで下積みをした最後の世代である。この時代になると、多くのDJたちが歌う歌詞は暴力的で卑猥になり、フロウもデジタル・リディムに合わせてより早くなっていった。ファッションも非常にきらびやかになり、過剰ともいえる衣装が観客の目を奪っていた。
1990〜1992年までは、シャバとニンジャの2人が牽引した時代であったが、1993年にブジュ・バントンが登場したことによりその均衡は破れ、新たな時代へと突入することになった。ブジュはラバダブで下積みをせず、レコーディング・アーティストとして育てられてきたアーティストであった。DJはジャマイカ音楽の主役になった。
また、同時期に同様に出てきたアーティストとして、バウンティ・キラー、ビーニ・マン、スプラガ・ベンツらがいる。ただし、ビーニは9歳のころからDJをしていたため即興もこなせる器用なアーティストであり、その点が他の若手とは異なっていた。
1992年ころからはガーネット・シルクの登場によりラスタファリ・ムーブメントが起こった。彼はトニー・レベルらとともに他のアーティストに大きな影響を与え、「ボブ・マーリーの再来」とまで言われたが、1994年に自宅の火事に巻き込まれ不慮の死を遂げた。彼らの影響により方向転換をしたアーティストは数知れず、下ネタで人気を博していたブジュ・バントンやケイプルトン、スプラガ・ベンツらもラスタファリズムに改宗し、音楽の方向性を180度変えてしまった。
ジャマイカ国外に目を向けると、1990年代初め、ドーン・ペンの「No, No, No」、シャバ・ランクスの「Mr. Loverman」、チャカ・デマス・アンド・プライヤーズの「Murder She Wrote」が、アメリカ合衆国と海外での最初のダンスホールレゲエのメガヒットとなった。
90年代後半は、バウンティ・キラーとビーニ・マンの両者が人気を分け合っていた時代といえる。この2人はあふれんばかりの才能で驚くほど大量のシングルをリリースし、ダンスホールシーンをリードした。シリアスな路線ではブジュとケイプルトンに加え、ルシアーノ、シズラ、アンソニー・Bらがガーネットの後を継ぐような形で現れ、ラスタ路線も非常に活性化した。
1993年ごろからバウンティとビーニのビーフが加熱し、互いのファンの殺傷事件にまで発展。互いにビーフに関して自粛を余儀なくされた。スラックネスをけん引したブジュ・バントンとケイプルトンはラスタに転向、折りしもラスタ・ムーブメントの台頭時でもあり、ダンスホール界全体がそれまでの「バッドネス」、「スラックネス（下ネタ）」中心の流れからラスタの方向に流れていった。それを決定付けたのが1994年暮れのガーネットの死であった。
しかし、1年後の1995年暮れ、低迷していたニンジャマンが復活、年末に行われる「スティング」のステージでのクラッシュでマッド・コブラを破ると、ニンジャの全盛期を知らない若者を巻き込み再びバッドネス・ブームを再燃させた。そのため、シーンはバッドネスとラスタの完全2極化が起こった。
1990年代後半に入ると、アップタウンのサウンドシステムがヒップホップを頻繁にかけ出したり、バウンティがヒップホップアーティストとのコラボレーションを推し進めたため、ダンスホールもかなりその影響を受けるようになった。その波にのって1997年ころ頭角を現したのがショーン・ポールやMr.ヴェガスらといった現在まで活躍しているアーティストである。特にショーン・ポールは、ドン・ユーツと並び、これまでで初めてと言ってもよいアップタウン出身のアーティストであり、その垢抜けたスタイルで一気にファンを増やした。

### 2000年代以降
2000年代に入ると、アメリカのヒップホップアーティストとの共演によってブレイクするアーティストが見られるようになった。2003年にはショーン・ポールの「ゲット・ビジー」が、ビルボード・ポップ・チャートで1位の大ヒットとなった 。ショーン・ポールは、ジャネット・ジャクソン、ジャスティン・ティンバーレイク、ネリーといったアーティストとも共演している。
ベテランアーティストであるジュニア・リードも50セントやミムス、アリシア・キーズとの共演を機に再ブレイクし、ボブ・マーリーの息子であるダミアン・マーリーもヒップホップを取り入れた音作りの作品を発表した。ヴァイブズ・カーテルは、ヒップホップに影響を受けたフロウ、ユーモラスなライムで人気となった。バスタ・ライムス、ビヨンセ、バルバドス出身のリアーナのようにヒップホップやR&B出身のアーティストがダンスホールレゲエを取り入れた曲をヒットさせるということも増えた。エレファント・マンやミスター・ヴェガス、ベイビー・シャム、シズラらが国際的な活躍を見せている。
ジャマイカ国内に目を向けると、T.O.Kやワード21に代表される新世代のコーラスグループの隆盛や、バウンティ・キラー率いる「スケアデム」、「アライアンス」をはじめとする「クルー・ビジネス」の流行、ダンサーであるディンドンやセレクターであるトニー・マタランが歌った楽曲のヒット、さらにはジャマイカ・ローカルテレビ局の番組企画で結成されたパッセンジャー7やマイスペースをきっかけにしたショーン・キングストンのヒット等もそれ以前には見られなかったこの時代の特徴といえる。
また、音源制作における機材もさらに進化して行きコルグ・Mシリーズやローランド・Fantomシリーズ、AKAI professional、Pro Toolsなどが使われるようなる。これにより古典的な卓ミキサーを備えたスタジオは必要とされなくなっていき、スタジオ・ワン、ペントハウスなどの名門スタジオも閉鎖や規模の縮小を余儀なくされた。その一方で、そうしたダンスホールレゲエのDTM化はスティーブン・マクレガー、セラーニやデマルコら先進的な音作りをするプロデューサー兼任アーティスト達の登場を促した。
2007年頃より人気を上昇させたマヴァード、ムンガの二人は共にラスタファリアンでありながらギャングスタでもある「ギャングスタ・ラス」というパーソナリティを売りにし、暴力的な歌詞で人気を博している。シズラ、スプラガ・ベンツらベテランラスタアーティストの先鋭化も相まって90年代半ば以降顕著であった「バッドネスとラスタの二極化」状況は変化した。21世紀のダンスホールは、レゲトンやヒップホップに押され気味である。